# Traffic Sound
Traffic Sound fue una banda de rock peruano fundada en 1967. La combinación de estilos de la banda van desde el rock psicodélico, el rock progresivo, el latin rock de los 70 y la fusión con instrumentos peruanos y andinos. Tras el éxito de sus álbumes en el Perú, en 1971 serían la primera banda en realizar una gira fuera del país visitando Brasil, Argentina y Chile.

## Inicios
En 1967, Manuel Sanguineti conversó con Freddy Rizo-Patrón Buckley, ambos compañeros de colegio y desde 1964, antiguos miembros de Los Hang Tens,   para ver la posibilidad de formar una super banda de rock. Convocaron a Guillermo Thorne Valega (nieto de Rollin Thorne Sologuren) y Guillermo Barclay Ricketts luego se unieron al grupo Luis Nevares y Jean Pierre Magnet. Fueron los miembros fundadores. El nombre resultó cuando en uno de sus primeros ensayos en la casa de la familia Rizo-Patrón en el distrito de San Isidro, encontraron un semáforo en una esquina de la casa y a Manuel Sanguinetti se le ocurrió el nombre Traffic Sound (semáforo en inglés es "Traffic Light"). Empezaron tocando covers en fiestas privadas en zonas adineradas de Lima. 
En la segunda mitad de 1968 grabaron tres 45 RPM con versiones de Jimi Hendrix, The Rascals, The Animals, Iron Butterfly que posteriormente serían incluidos en su primer LP.
A principios de 1969 solo habían grabado sus principales versiones que tocaban en fiestas, pero esto se terminaría pues de ahí empezarían a tocar solo temas propios. Luego ese mismo año graban para la disquera MAG su primer LP titulado Virgin. En este disco Traffic Sound desarrolla su propio estilo, entre sus canciones destaca "Yellow Sea Days" quizás el tema más progresivo folk del disco con buenos pasajes de guitarra, solos en flauta, voces hipnóticas y diferentes compases y cambios. Jews Caboose contiene los mejores solos de guitarra del álbum, "Meshkalina" es el tema más ágil y pegajoso, las acústicas "Simple" y "Virgin" tienen un aire melancólico y psicodélico a la vez.
En 1970 grabaron el segundo LP, titulado Traffic Sound, que equivocadamente se cree que es el tercer disco de la banda. Este disco ya mostraba la madurez musical desde la portada que tenía tres cuerpos en color rosado y con fotos de colores virados y donde por primera vez la banda fusiona música psicodélica, caribeña y andina, usando sólidos arreglos de vientos y percusión.
Para fines de 1970 la banda decidió ir a grabar a Sono Radio de Jaime Delgado Aparicio, idea que no gustó a Guerrero dueño de MAG. Este decidió tomar los tres 45 r. p. m. que el grupo grabó cuando hacían versiones y sacó A bailar Go Go en cuya portada no figura ningún integrante del grupo solo una foto de unos niños en el mar.
Para 1971 la aerolínea Braniff International auspició la gira del grupo por Argentina, Brasil y Chile tocando en discotecas y clubes de esos países, siendo quizás la primera banda peruana en realizar una gira internacional. El grupo en este mismo tiempo grabó un 45 r. p. m. con la orquesta de Jaime Delgado Aparicio los temas "El Clan Braniff" / "Braniff style - Usa version". Luego de esto se alejó de la banda Guillermo Thorne Valega y fue remplazado por Miguel Ángel Ruiz Orbegoso más conocido como Zulu. Durante esta etapa la banda grabó cinco canciones, dos de ellas editadas por ambas casas discográficas. Los sencillos eran La Camita / You got to be sure y Suavecito / Solos, con un sonido más latino y que se plasmaría en su último disco Lux. En estas últimas épocas brindarían junto a Jaime Delgado Aparicio y su Orquesta Contemporánea sus conciertos más recordados como los que dieron en el Teatro Segura y en el Teatro Municipal de Lima.
Para inicios de 1972 en plena época de la dictadura y caos que en la que se encontraba el Perú, la banda se disuelve.
Jean Pierre Magnet continuó en la música a diferencia de sus demás compañeros. Manuel Sanguineti completó su bachillerato en Administración en la Universidad del Pacífico en 1973; Se graduó de Magíster En Administración en la Escuela Superior de Administración ESAN en 1975 y completó un Post Prado en Planeamiento Económico y Administración Pública en la Universidad de Oslo, en Noruega en 1976. Trabajó en la Corporación Financiera de Desarrollo COFIDE desde 1973 hasta 1986. 
En 1979 fundó Radio Doble Nueve,99.1 FM, la Radio Rock en Lima hasta hoy.
El grupo se volvió a juntar en 1993 en el Muelle Uno donde grabaron con nuevos arreglos "Meshkalina 2", "Chicama Way" y "Simple".
Y en el nuevo milenio volvieron desde 2005 varias veces. Fieles a su estilo, las presentaciones fueron en lujosos clubes y hoteles de Lima (Hotel Los Delfines, Asia, Club de Regatas Lima y El Dragón de Punta Hermosa). Con el hijo de Willy Barclay, Willy Barclay Jr., en la segunda guitarra y Zulu en el bajo, el grupo se volvió a presentar el 17 y 22 de octubre de 2015en el Teatro Peruano Japonés, de Lima, Perú, a lleno total. Posteriormente, en el Teatro Fénix, Arequipa, y en 2017, en el "Gran Teatro Nacional" junto con "La Gran Banda" de Jean Pierre Magnet.
En el capítulo 6 de la Primera temporada de Narcos - México estrenada por Netflix en noviembre del 2018 se escucha en el minuto 35 el tema Meshkalina.

## Integrantes

### Integrantes
- Manuel Sanguineti - voz
- Guillermo Barclay Ricketts - guitarra principal
- Freddy Rizo-Patrón Buckley guitarra rítmica
- Guillermo Thorne Valega - bajo, teclados (fallecido 2019)
- Luis Nevares - batería
- Jean Pierre Magnet - saxo, flauta, clarinete
- Guillermo Barclay hijo - Segunda guitarra
- Zulu - bajo y teclados

## Discografía

### Álbumes de estudio
- Virgin (MAG 1969)
- Traffic Sound (MAG 1970)
- A bailar Go Go (MAG 1970)
- Lux (Sono Radio 1971)
- Perú leyenda (independiente 2017)

### Recopilatorios
- Greatest Hits (Vampisoul 2005)
- Eternal Hits (Independiente 2011)

### Sencillos
- "Sky Pilot" / "Fire" (MAG, 1968)
- "You Got Me Floating" / "Sueño" (MAG, 1968)
- "I’ m so Glad" / "Destruction" (MAG, 1968)
- "Meshkalina" / "Simple" (MAG, 1969)
- "Virgin" / "Tell The World Im Alive" (MAG, 1970)
- "La Camita" / "You Got to Be Sure" (MAG 1971 - Sono Radio, 1971)
- "El Clan Braniff" / "Braniff style - USA Version"(Sono Radio, 1971)
- "Suavecito" / "Solos" (Sono Radio, 1972)